# Fenestra ensicorne
Fenestra ensicorne är en insektsart som beskrevs av Rehn, J.A.G. 1913. Fenestra ensicorne ingår i släktet Fenestra och familjen gräshoppor. Inga underarter finns listade i Catalogue of Life.